# Żelazkowo (przystanek kolejowy)
Żelazkowo – nieczynny przystanek kolei wąskotorowej(Gnieźnieńska Kolej Wąskotorowa) w Żelazkowie, w województwie wielkopolskim, w Polsce. Oddany do użytku w 1895 roku. W 1936 roku przez przystanek przejeżdżały (wybrane pary pociągów) wagony motorowe w relacjach do Anastazewa i Mielżyna. Przed przystankiem osobowym znajdowała się również ładownia o długości ogólnej 130 m. W 1957 roku przekuto tory z szerokości 600 mm na 750 mm.

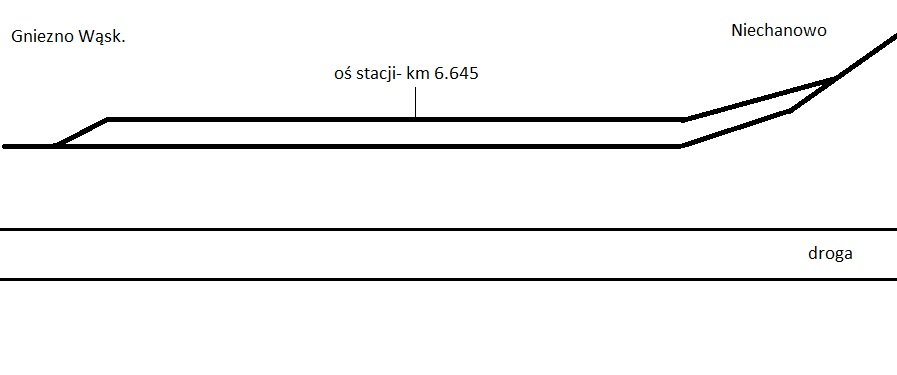
Szkic przystanku osobowego Żelazkowo

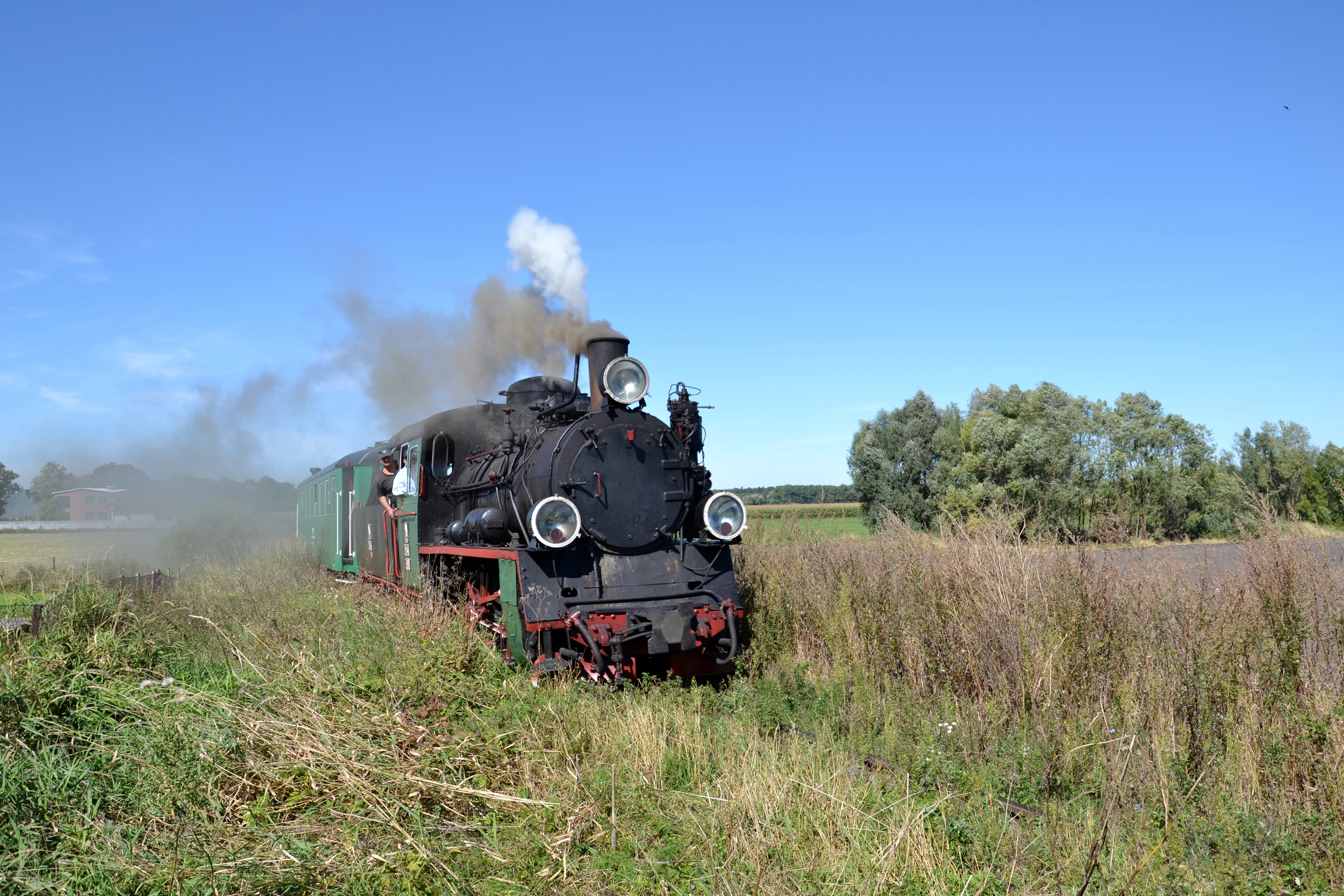
Px48-1919 w Żelazkowie